# Internet Broadway Database
De Internet Broadway Database (IBDB) is een databank op het internet met informatie over Broadway-theaterproducties en de acteurs en andere mensen die aan deze producties meewerken. 
De site wordt onderhouden door de onderzoeksafdeling van de League of American Theatres and Producers, die ook jaarlijks de Tony Awards uitdeelt.

## Vergelijkbare websites
- Internet Movie Database
- Internet Theatre Database
- Internet Off-Broadway Database
- Internet Book Database